# 초크 팜역
초크 팜 역 (Chalk Farm)은 런던 캠든 구의 캠든타운 부근에 위치한 런던 지하철역이다. 노던 선의 에지웨어 지선을 이루며 남쪽 방향으로 캠든 타운 역, 북쪽으로 벨사이즈 파크 역을 두고 있다. 운임구역상으로는 2구역에 속한다. 2011년 기준으로 500만 명에 달하는 승객수를 기록해 노던 선 에지웨어 지선에서 가장 붐비는 역으로 조사되었다.

## 역사
초크 팜 역은 1907년 6월 22일 차링크로스 유스턴 햄프스테드 철도의 일부로 문을 열었다. 원래는 차링 크로스 역과 골더스 그린 역 사이를 운행하였으나 이후 1923~24년에 에지웨어 역까지, 1926년에 케닝턴 역까지 연장되었다. 당시 모든 열차가 차링크로스 지선을 통과했다. 1908년에는 종합 안내판 계획의 일환으로 '지하철' (UndergrounD)이라는 표기가 추가되었다.
1924년 캠든 타운까지 시티 사우스 런던 철도가 연장되면서 두 노선이 서로 만나게 되면서, 뱅크 지선을 따라 남쪽으로 클래펌 커먼 역까지, 1926년에는 모든 역까지 운행되기에 이르렀다.

## 역 구조
초크 팜 역은 초크 팜 로드, 헤이버스토크 힐 (캠든 하이 가의 북쪽 연장구간), 애들레이드 로드가 만나는 교차로에 위치해 있다. 이들의 중심에는 둥그런 로터리가 있으며 동시에 초크팜의 중심지를 이룬다.

### 건축
초크 팜 역은 좁은 쐐기형 건물이 특징으로, 건축가 레즐리 그린이 설계하였다. 1906년~1907년 당시 레즐리 그린이 설계한 런던 지하철 전기 철도 회사 소속의 세 지하철 노선 중에서도 가장 기다란 외관을 지니고 있다. 또 런던 지하철역 중에서는 가장 짧은 엘리베이터 통로 (21피트)를 지니고 있다. 2005년에는 튜브 라인스의 주도로 역 개선공사가 이뤄졌다. 역 건물은 현재 등재건축물 2급으로 지정되어 있다.

## 환승
초크 팜 역과 환승되는 런던 버스 노선으로는 31번, 168번, 393번, 야간 노선인 N5번, N28번, N31번이 있다.

## 갤러리

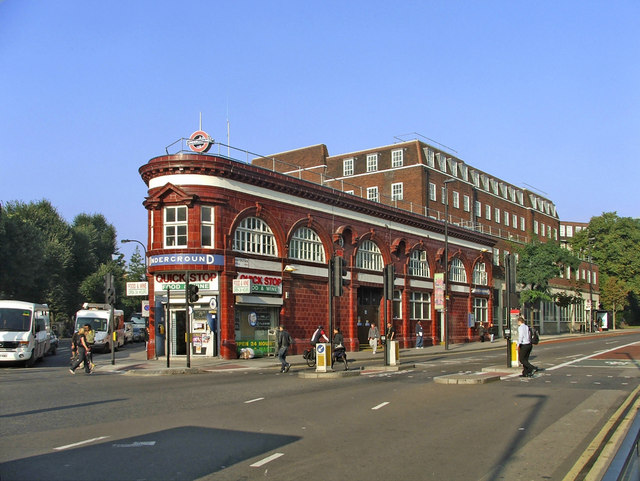
헤이버스토크 힐의 역 건물
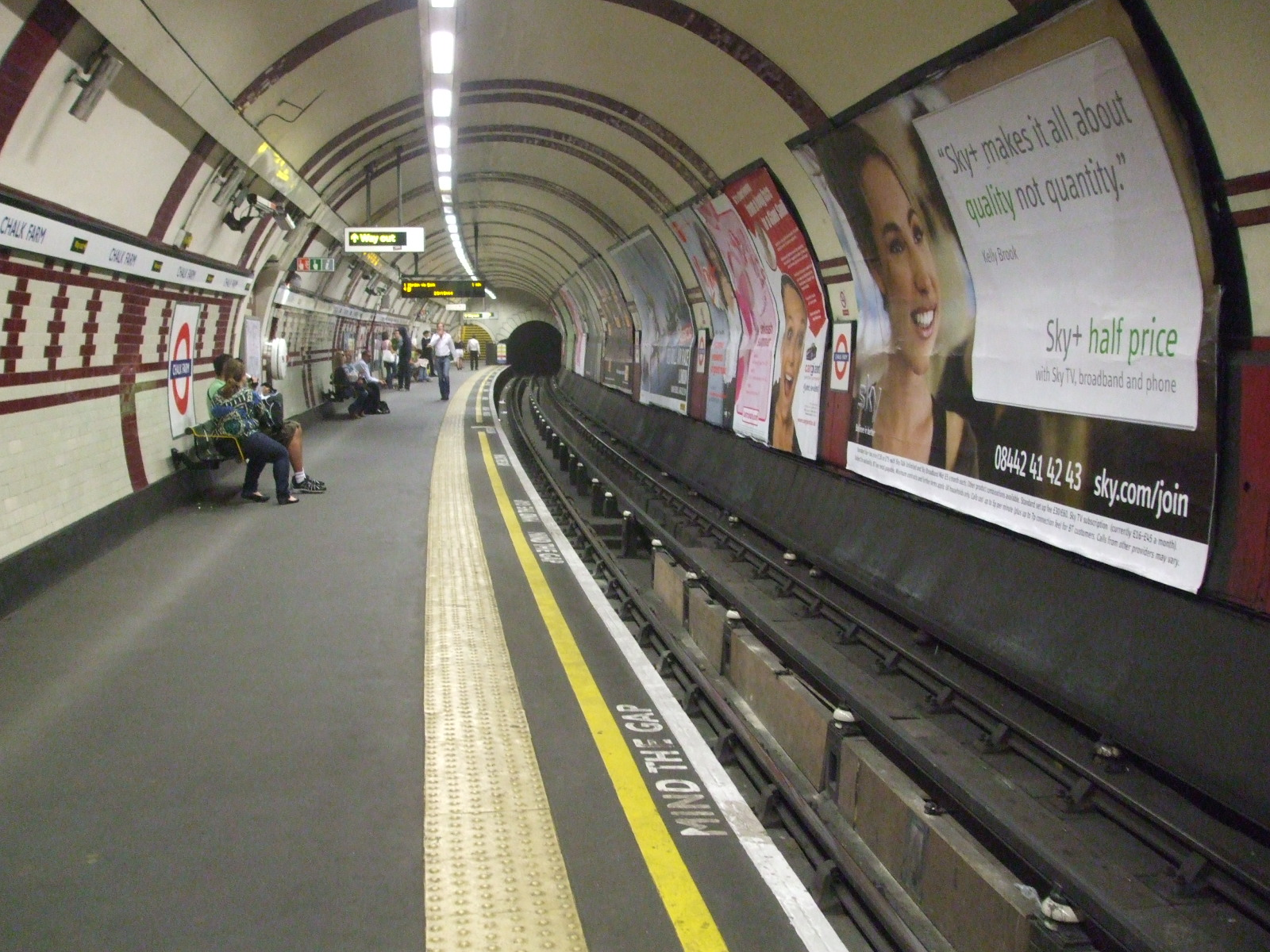
북쪽으로 바라본 하행 승강장
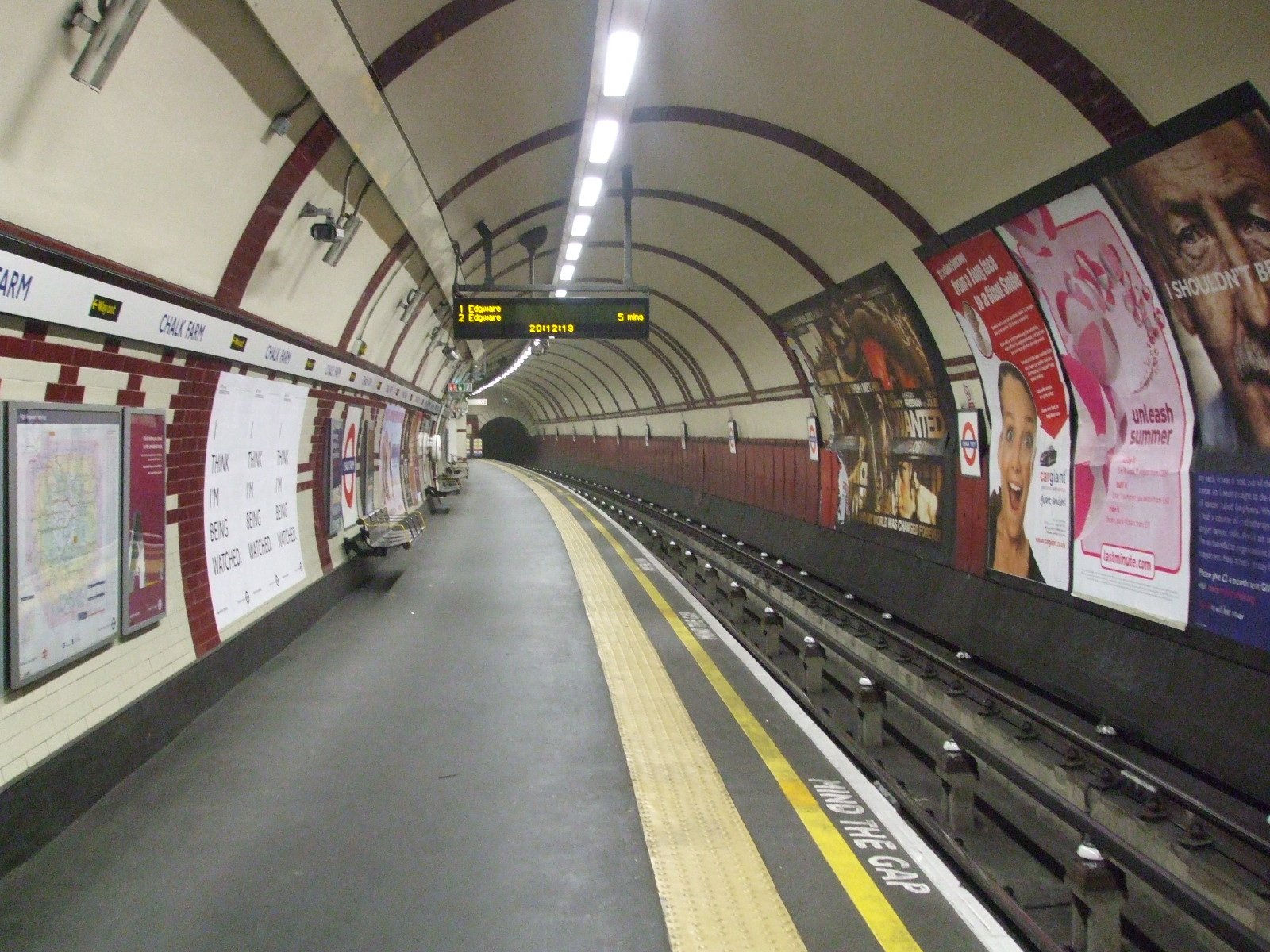
남쪽으로 바라본 상행 승강장
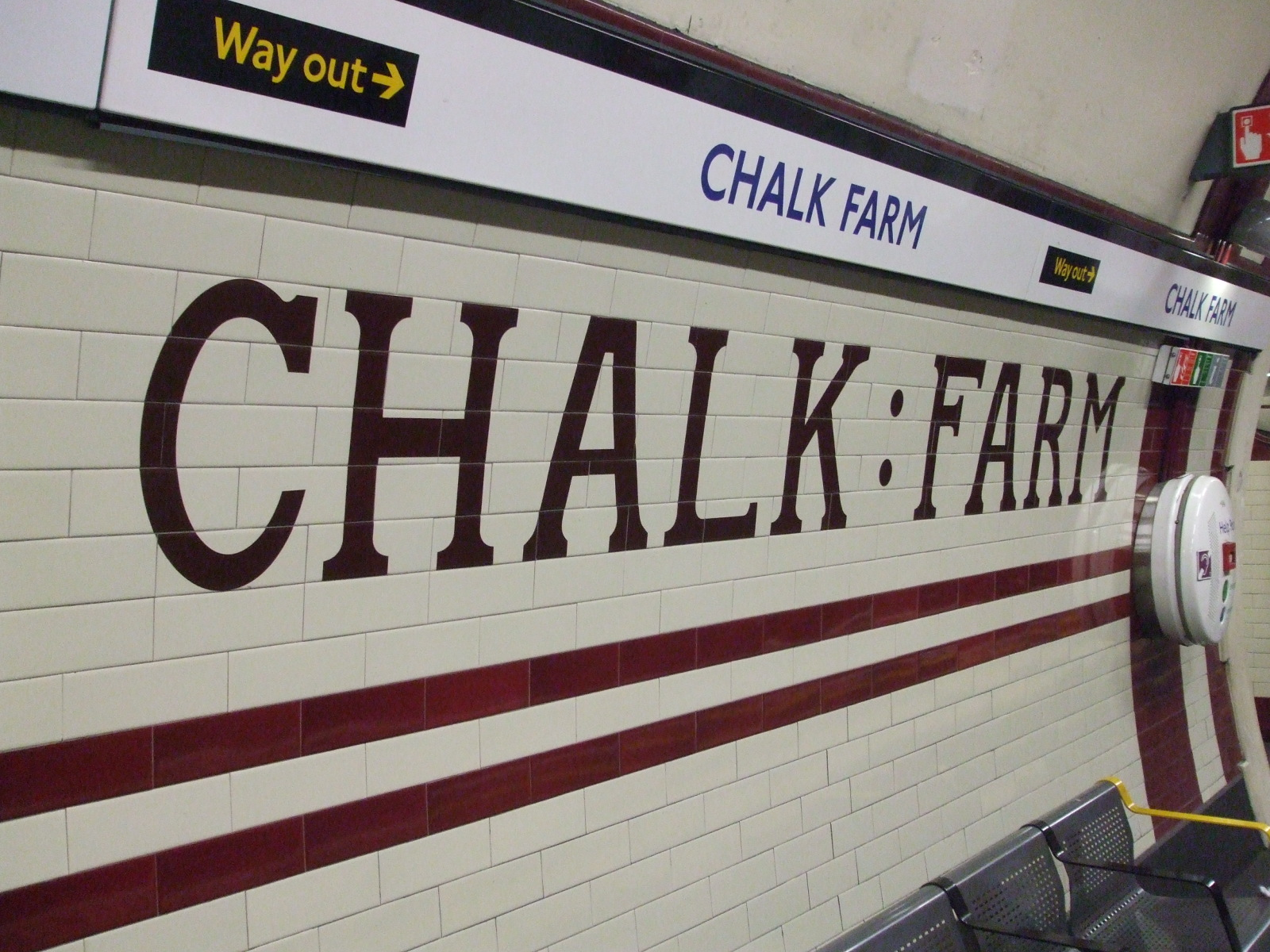
상행 승강장의 타일
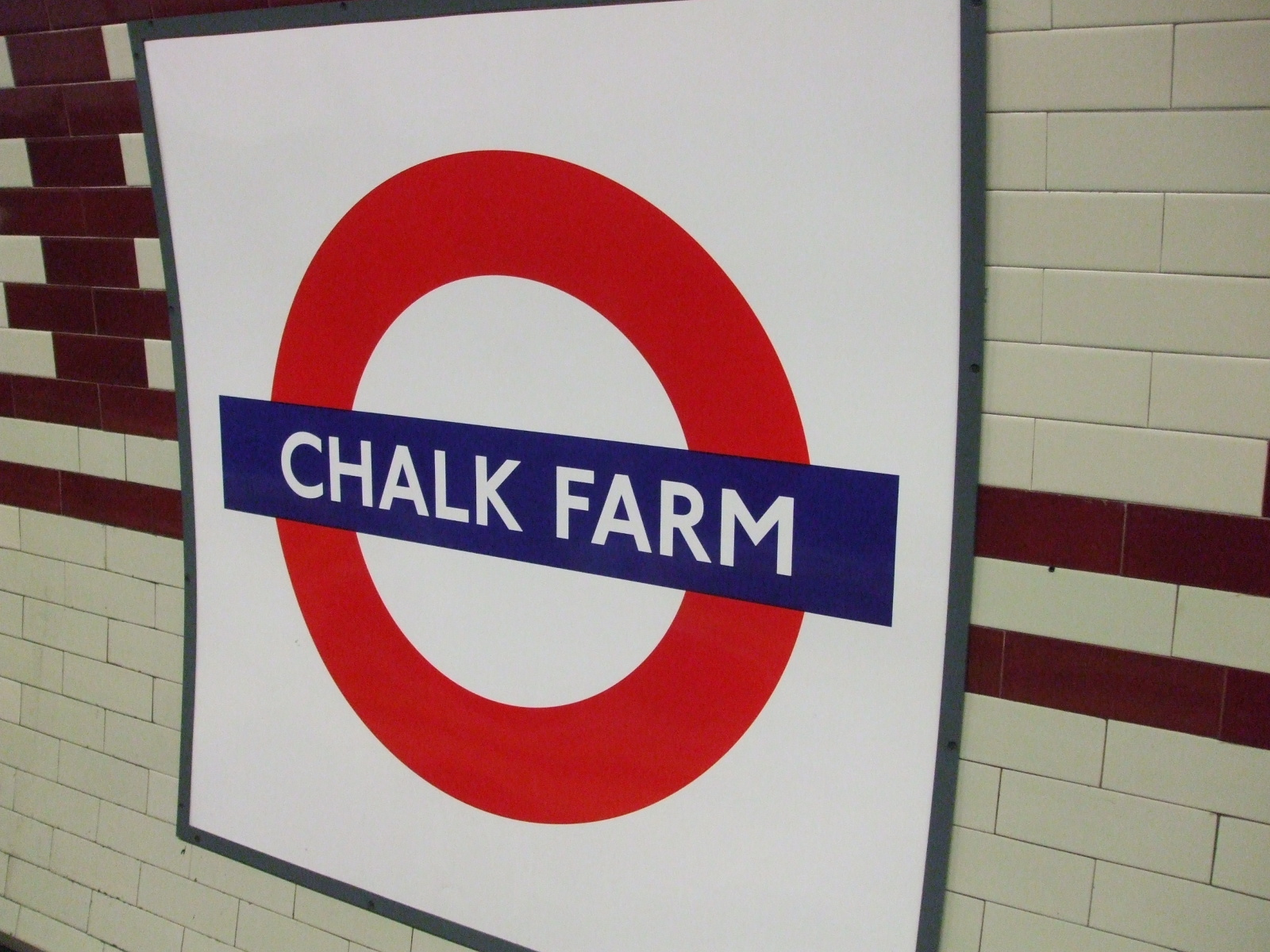
상행 승강장의 역명판